# Gran Reno
Gran Reno est un centre commercial italien à Casalecchio di Reno, dans la province de Bologne, en Émilie-Romagne. Ouvert en 1993, il est géré par Klépierre et a une enseigne Carrefour pour locomotive.